# Voetgangersvriendelijkheid
Onder voetgangersvriendelijkheid of beloopbaarheid verstaat men de kwaliteit van een gebied voor verplaatsingen die te voet worden afgelegd. In bredere zin verwijst voetgangersvriendelijkheid naar de mogelijkheden om de dagelijkse verplaatsingen (naar werk, winkels, recreatievoorzieningen) lopend te verrichten.

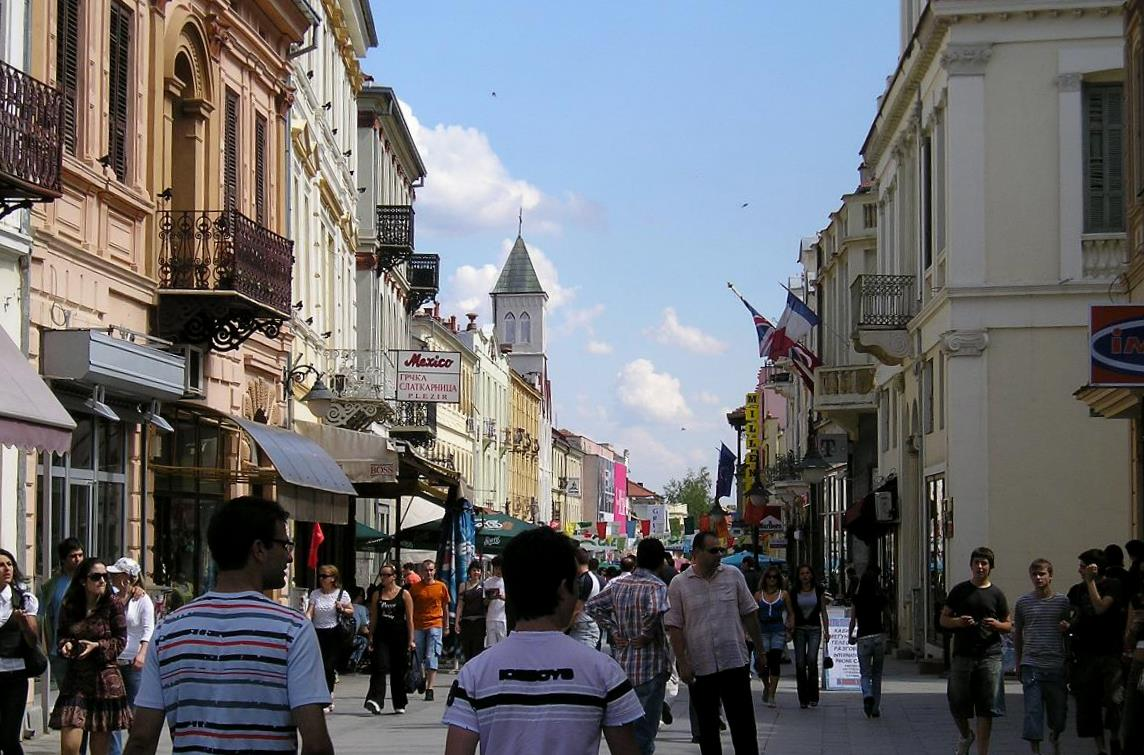
Voetgangersvriendelijke straat in Bitola, Noord-Macedonië

## Geschiedenis
Voordat in de 20e eeuw andere vervoermiddelen ingang vonden, werd het grootste deel van de verplaatsingen te voet afgelegd. Niettemin waren de steden in die periode niet volledig voetgangersvriendelijk, bijvoorbeeld doordat wegen onverhard waren of doordat er afval op de straten lag. De verstedelijking in de 19e en vroege 20e eeuw resulteerde enerzijds in een verbetering van de voetgangersvriendelijkheid door de toename van bestrating, aanleg van het riool en het aanbrengen van een scheiding tussen trottoir en rijbaan. Anderzijds werden sommige steden dusdanig groot dat niet langer alle verplaatsingen te voet konden worden afgelegd.
De opmars van de fiets en de auto en de daarmee gepaard gaande suburbanisatie in de 20e eeuw veroorzaakten een afname van de voetgangersvriendelijkheid, omdat deze ontwikkelingen leidden tot scheiding van ruimtelijke functies. Arbeidsplaatsen kwamen bijvoorbeeld op bedrijventerrein buiten de woonwijken te liggen, waardoor het moeilijker werd alle dagelijkse verplaatsingen lopend te verrichten. Daardoor daalde het aandeel van voetgangersverplaatsingen in de modal split in de tweede helft van de 20e eeuw.
Kritiek op de autoafhankelijke samenleving leidde eind 20e eeuw tot een omslag in de ruimtelijke ordening, die zich sterker ging richten op een voetgangersvriendelijke inrichting van gebieden. Voorbeelden hiervan zijn het instellen van voetgangersgebieden en andere maatregelen voor autoluwe zones die voortkomen uit het concept van de compacte stad.

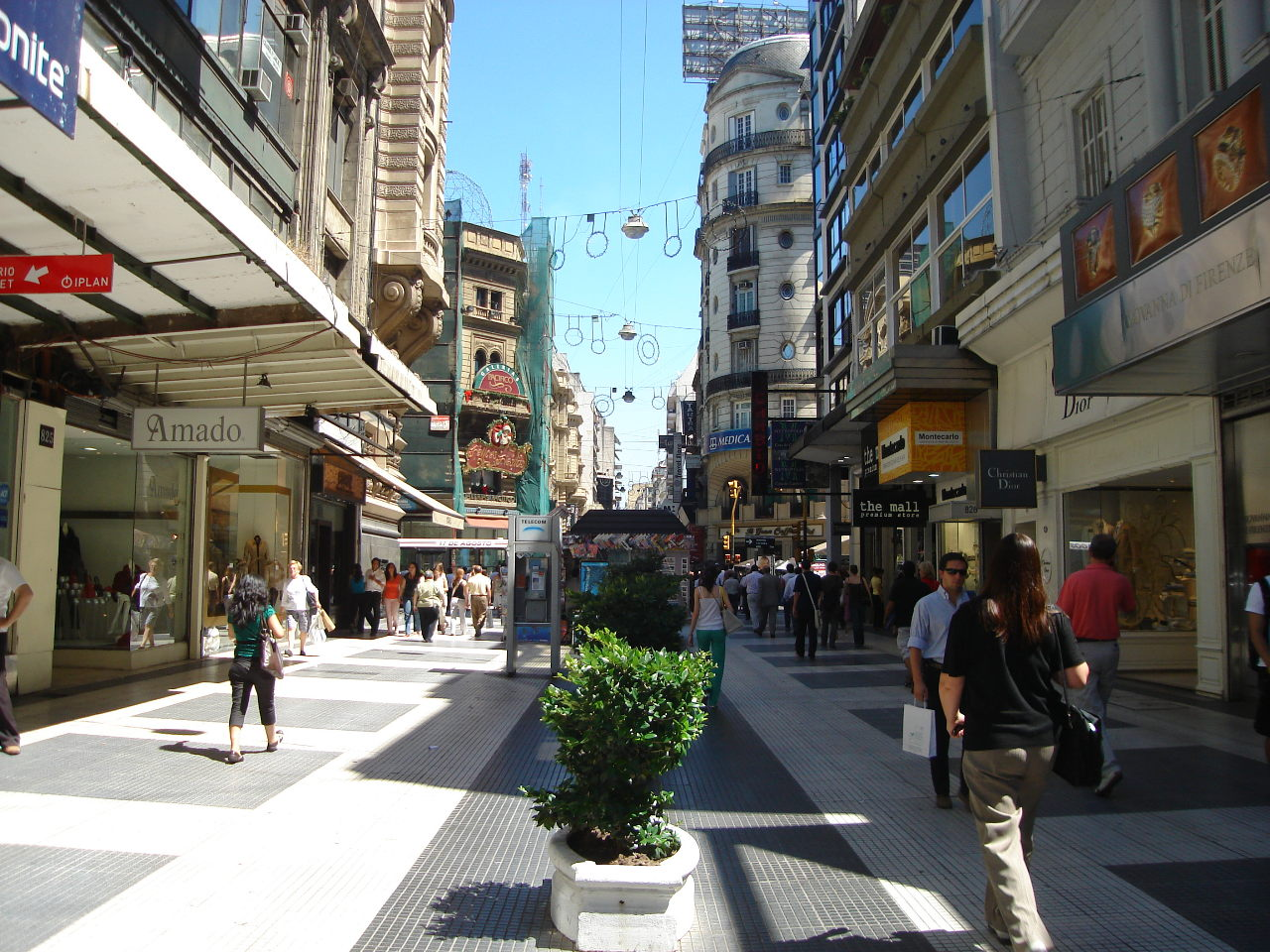
Voetgangerszone in Buenos Aires

## Mondiale verschillen
Terwijl in veel Europese steden de compacte historische structuur de voetgangersvriendelijkheid bevordert, is de beloopbaarheid (Engels: walkability) in de Verenigde Staten, Canada en Australië minder evident doordat veel steden zich daar gelijktijdig met de opkomst van de auto ontwikkeld hebben. Om de beloopbaarheid van Australische, Amerikaanse en Canadese steden te meten is er de zogeheten Walk Score. Maatregelen voor de verbetering van voetgangersvriendelijkheid zijn in deze landen een onderdeel van de stedenbouwkundige stromingen New Urbanism en New Pedestrianism.

## Stedelijke planning
Op een hoog schaalniveau kan het complex zijn om bestaande, relatief voetgangersonvriendelijke steden (zoals Los Angeles) aantrekkelijker te maken voor voetgangers, aangezien het lastig is om bebouwingsstructuren te verdichten, ruimtelijke functies te mengen en reisafstanden te verkorten.
Op een lager schaalniveau is het mogelijk door fysieke maatregelen toch kleinschalige verbeteringen te bewerkstelligen. Voetgangers zijn van alle verkeersdeelnemers het meest gevoelig voor omwegen in routes. Daardoor is een logische en korte looproute van belang, bijvoorbeeld door de plaatsing van verkeerslichten en oversteekplaatsen voor het kruisen van moeilijk toegankelijke wegen. Ook is het van belang dat er oversteekmogelijkheden op korte afstand van elkaar liggen bij ruimtelijke barrières, zoals spoorwegen, hoofdwegen en rivieren. Hierdoor wordt het aantrekkelijker om te voet te reizen, en worden gevaarlijke oversteekpogingen vermeden. Voetgangers zijn veelal geneigd de kortste route te kiezen; olifantenpaden zijn hier getuigen van. Olifantenpaden kunnen stedenbouwkundigen en planologen aanwijzingen geven in het verbeteren van de voetgangersvriendelijkheid in een gebied.